# Jeffrey Goldstone
Jeffrey Goldstone (* 3. září 1933) je britský fyzik a člen fakulty fyziky na Massachusettském technologickém institutu. Až do roku 1977 působil na univerzitě v Cambrdigi.
Nejvíce se proslavil objevem Goldstoneova bosonu. V současné době se věnuje kvantovému počítání.

## Život
Vzdělával se nejprve na gymnáziu v Manchesteru, poté na Trinity College v Cambridgi, kde získal v roce 1954 bakalářský a roku 1958 doktorský titul. Pod vedením Hanse Betheho pracoval na teorii jaderné hmoty a společně vyvinuli úpravy Feynmanových diagramů pro nerelativistické mnohafermionové systémy, později známé jako Goldstoneovy diagramy.
Od roku 1956 do roku 1960 byl vědeckým pracovníkem Trinity College a současně držel i hostující místa v Kodani, Evropské organizaci pro jaderný výzkum a na Harvardu. Během této doby přesunul svoji pozornost k částicové fyzice, koknkrétně zkoumal podstatu relativistických teorií pole se spontánním narušením symetrií. S Abdusem Salamem a Stevenem Weinbergem dokáza, že v takových teoriích musí existovat částice s nulovou klidovou hmotností, později známá jako Goldstoneův boson nebo Nambův-Goldstoneův boson.
V letech 1962 – 1976 byl fakultním členem v Cambridgi. Poté získal profesorské místo na Massachusettském technologickém institutu. V letech 1983 – 1989 byl na univerzitě ředitelem centra pro teoretickou fyziku.
Zabýval se kvantovou teorií pole, s Romanem Jackiwem a Frankem Wilczekem publikoval výzkum solitonů v této teorii. S Edwardem Farhim a Samuelem Gutmannem pracoval na silném kvantovém zákoně velkých čísel. Od roku 1997 se s Farhim. Gutmannem, Michaelem Sipserem a Andrewem Childsem věnuje algoritmům kvantového počítání.
V roce 1977 byl zvolen členem Královské společnosti a členem American Academy of Arts and Sciences. Od roku 1987 je členem Americké fyzikální společnosti.